# Йохан Непомук фон Рехберг
Йохан Непомук Йозеф Мария Карл Йохан фом Кройц фон Рехберг и Ротенльовен (на немски: Johann Nepomuk Joseph Maria Karl Johann vom Kreuz Graf von Rechberg und Rothenlöwen zu Hohenrechberg; * 24 ноември 1773 в Донцдорф; † 8 май 1817 в Мюнхен) от благородническия швабски род Рехберг е граф на Рехберг и Ротенльовен, в Хоенрехберг (при Швебиш Гмюнд), кралски баварски таен съветник и президент на генералната горска (форст)-администрация.
Той е син (осмият от 14 деца) на фрайхер (от 1810 граф) Максимилиан фон Рехберг (1736 – 1819) и съпругата му фрайин Валпурга Мария Терезия Геновефа фон и цу Зандицел (1744 – 1818), дъщеря на фрайхер Максимилиан Емануел Франц Йохан Поликарп Зандицел (* 1702) и графиня Максимилиана Мария Моравитцка фон Руднитц.
Йохан Непомук фон Рехберг и Ротенльовен умира на 43 години на 8 май 1817 г. в Мюнхен.

## Фамилия
Йохан Непомук фон Рехберг и Ротенльовен се жени на 1 февруари 1808 г. в Мюнхен за графиня Юлия Барбиер фон Шрофенберг (* 30 юли 1778, Хегенхайм при Базел; † 8 юни 1853, Мюнхен), дъщеря на граф Лоренц Барбиер фон Шрофенберг (* 1733) и фрайин Клара Мария фон Шрофенберг (* 1737). Те имат децата:
- Валпурга Мария Юлия фон Рехберг-Ротенльовен (* 16 януари 1809, Мюнхен; † 6 април 1903, Донцдорф), омъжена на 6 юли 1830 г. в Донцдорф за братовчед си граф Албрехт Улрих Максимилиан Евстах Каспар Бернхард фон Рехберг-Ротенльовен-Хоенрехберг (* 7 декември 1803, Регенсбург; † 27 декември 1885, Донцдорф), син на чичо ѝ Алойз фон Рехберг (1766 – 1849)
- Максимилиан (* 27 юли 1811, Мюнхен; † 12 февруари 1812, Мюнхен)
- Лудвиг Херман Гауденц фон Рехберг и Ротенльовен (* 15 януари 1814, Мюнхен; † 30 юни 1887, Мюнхен), баварски кралски кемерер, генерал на кавалерията и генерал-адютант, женен в Ирлбах на 18 юли 1839 г. за графиня Габриела фон Брай (* 9 мар 1818, Дорпат; † 6 май 1900, Мюнхен), дъщеря на граф Франц Габриел фон Брай (1765 – 1832) и фрайин София фон Льовенщерн (*1788)